# Juan Antonio Rodríguez Iglesias
Juan Antonio Rodríguez Iglesias   (Dolores, 9 de juliol de 1928 - 27 de setembre de 2019) fou un remer uruguaià que va competir durant les dècades de 1940 i 1950.
El 1948 va prendre part en els Jocs Olímpics de Londres on, formant parella amb William Jones, guanyà la medalla de bronze en la prova de dobe scull del programa de rem. Quatre anys més tard, als jocs de Hèlsinki, formant parella amb Miguel Seijas, tornà a guanyar la medalla de bronze en la mateixa prova. Als Jocs Panamericans de 1955 guanyà la medalla de plata en la prova de scull individual.